# Квічаль гімалайський
Квіча́ль гімалайський (Zoothera mollissima) — вид горобцеподібних птахів родини дроздових (Turdidae). Мешкає в Гімалаях. Раніше вважався конспецифічним з тибетськими і сичуанськими квічалями.

## Опис

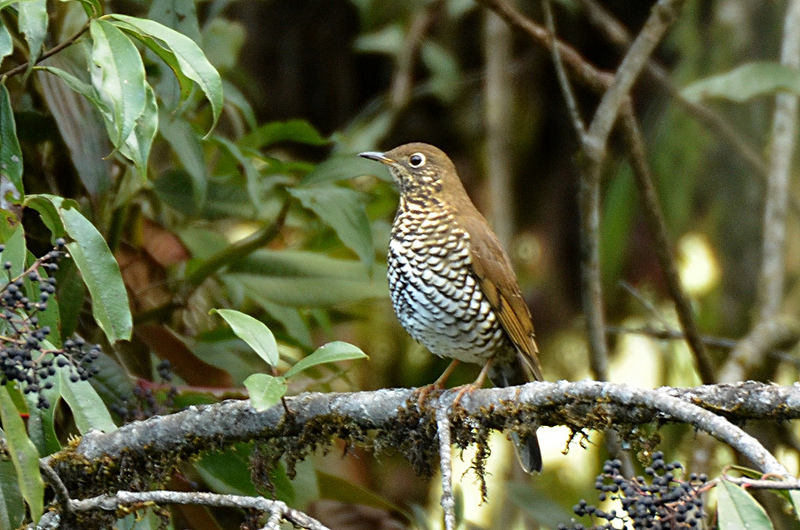
Гімалайський квічаль

Довжина птаха становить 25—27 см. Верхня частина тіла переважно оливково-коричнева, на крилах малопомітні світлі смуги. Нижня частина тіла і боки сильно поцятковані чорними лускоподібними плямками. Навколо очей білуваті кільця, за очима темні плями.

## Поширення і екологія
Гімалайські квічалі гніздяться в Гімалаях, від Північного Пакистану й Північної Індії через Непал, Сіккім, Бутан і Північно-Східну Індію до південно-східного Тибету і китайської провінції Сичуань. Взимку частина популяцій мігрує в долини Юньнаню, Північної М'янми та Північної Індії. Гімалайські квічалі гніздяться на висоті від 3350 до 4420 м над рівнем моря, вище верхньої межі лісу. В Гімалаях вони зустрічаються на кам'янистих відкритих місцевостях, порослих мохом, лишайниками, невисокою травою, місцями карликовими рододендронами, серед скель і каміння. У провінції Сичуань гімалайські квічалі зустрічаються на високогірних луках та у високогірних чагарникових заростях. Взимку вони зустрічаються на висоті 1300 м над рівнем моря, на відкритих місцевостях, зокрема на пасовищах поряд з лісами та на галявинах.
Гімалайські квічалі зустрічаються парами або невеликими зграйками. Живляться безхребетними.